# 랫팩듄 엔터테인먼트

랫팩-듄 엔터테인먼트(RatPac-Dune Entertainment)는 2006년에 설립된 듄 엔터테인먼트 창립자인 스티븐 므누신이 설립한 미국의 영화 투자 & 배급사이다. 랫팩(RatPac)은 헐리우드의 유명한 영화 제작자 겸 감독인 브랫 래트너와 미국 최고의 투자 분석가인 제임스 패커의 앞글자를 본따서 만든 것으로 현재, 워너 브라더스와의 투자/배급에 관한 파트너쉽을 맺고 있다.
듄 엔터테인먼트라는 이름으로 20세기 폭스의 제작 영화를 2006년부터 7년여간 공동으로 투자/배급을 했지만 2013년, 워너 브라더스가 레전더리 픽처스의 배급권 재 계약을 철회 하는 대신에 듄 엔터테인먼트를 새로운 투자 파트너로 맞이하면서 랫팩 엔터테인먼트(Ratpac-Dune Entertainment)으로 이름을 바꾸고 워너 브라더스에서 제작한 영화를 투자, 제작 할 수 있는 권한을 가지게 되었다. 그러나, 브랫 래트너 감독의 성추행 의혹으로 인해 그가 대표로 있는 랫팩-듄 엔터테인먼트(Ratpac-Dune Entertainment)의 애초 계약을 2020년으로 하였지만 앞당겨서 2018년 3월에 계약 종료를 하였다.

## 주요 작품 목록

### Dune Entertainment (2006~2012)
| 연도 | 제목                                         | 담당                     | 배급사(North America)  | 배급사(International)  | 레이블             |
| ---- | -------------------------------------------- | ------------------------ | ---------------------- | ---------------------- | ------------------ |
| 2006 | 힐즈 아이즈                                  | Made In Association With | 폭스 서치라이트 픽처스 | 폭스 서치라이트 픽처스 | Dune Entertainment |
| 2006 | 센티넬                                       | Made In Association With | 20세기 폭스            | 20세기 폭스            | Dune Entertainment |
| 2006 | 엑스맨: 최후의 전쟁                          | Made In Association With | 20세기 폭스            | 20세기 폭스            | Dune Entertainment |
| 2006 | 가필드 2                                     | Made In Association With | 20세기 폭스            | 20세기 폭스            | Dune Entertainment |
| 2006 | 악마는 프라다를 입는다                       | Made In Association With | 20세기 폭스            | 20세기 폭스            | Dune Entertainment |
| 2006 | 존 터커 머스트 다이                          | Made In Association With | 20세기 폭스            | 20세기 폭스            | Dune Entertainment |
| 2006 | 보랏: 카자흐스탄 킹카의 미국 문화 빨아들이기 | Made In Association With | 20세기 폭스            | 20세기 폭스            | Dune Entertainment |
| 2006 | 어느 멋진 순간                               | Made In Association With | 폭스 서치라이트 픽처스 | 폭스 서치라이트 픽처스 | Dune Entertainment |
| 2006 | 에라곤                                       | Made In Association With | 20세기 폭스            | 20세기 폭스            | Dune Entertainment |
| 2007 | 힐즈 아이즈 2                                | Made In Association With | 20세기 폭스            | Fox Atomic             | Dune Entertainment |
| 2007 | 패스파인더                                   | Made In Association With | 20세기 폭스            | 20세기 폭스            | Dune Entertainment |
| 2007 | 28주 후                                      | Made In Association With | 20세기 폭스            | Fox Atomic             | Dune Entertainment |
| 2007 | 판타스틱 4: 실버 서퍼의 위협                 | Made In Association With | 20세기 폭스            | 20세기 폭스            | Dune Entertainment |
| 2007 | 다이하드 4.0                                 | Made In Association With | 20세기 폭스            | 20세기 폭스            | Dune Entertainment |
| 2007 | 히트맨                                       | Made In Association With | 20세기 폭스            | 20세기 폭스            | Dune Entertainment |
| 2007 | 앨빈과 슈퍼밴드                              | Made In Association With | 20세기 폭스            | 20세기 폭스            | Dune Entertainment |
| 2007 | 다즐링 주식회사                              | Made In Association With | 폭스 서치라이트 픽처스 | 폭스 서치라이트 픽처스 | Dune Entertainment |
| 2007 | 에이리언 VS. 프레데터 2                      | Made In Association With | 20세기 폭스            | 20세기 폭스            | Dune Entertainment |
| 2008 | 27번의 결혼 리허설                           | Made In Association With | 20세기 폭스            | 20세기 폭스            | Dune Entertainment |
| 2008 | 점퍼                                         | Made In Association With | 20세기 폭스            | 20세기 폭스            | Dune Entertainment |
| 2008 | 스트리트 킹                                  | Made In Association With | 폭스 서치라이트 픽처스 | 폭스 서치라이트 픽처스 | Dune Entertainment |
| 2008 | 라스베가스에서만 생길 수 있는 일             | Made In Association With | 20세기 폭스            | 20세기 폭스            | Dune Entertainment |
| 2008 | 해프닝                                       | Made In Association With | 20세기 폭스            | 20세기 폭스            | Dune Entertainment |
| 2008 | 미트 데이브                                  | Made In Association With | 20세기 폭스            | 20세기 폭스            | Dune Entertainment |
| 2008 | 엑스 파일: 나는 믿고 싶다                    | Made In Association With | 20세기 폭스            | 20세기 폭스            | Dune Entertainment |
| 2008 | 록커                                         | Made In Association With | 20세기 폭스            | 20세기 폭스            | Dune Entertainment |
| 2008 | 바빌론 A.D.                                  | Made In Association With | 20세기 폭스            | 20세기 폭스            | Dune Entertainment |
| 2008 | 벌들의 비밀생활                              | Made In Association With | 폭스 서치라이트 픽처스 | 폭스 서치라이트 픽처스 | Dune Entertainment |
| 2008 | 맥스 페인                                    | Made In Association With | 20세기 폭스            | 20세기 폭스            | Dune Entertainment |
| 2008 | 오스트레일리아                               | Made In Association With | 20세기 폭스            | 20세기 폭스            | Dune Entertainment |
| 2008 | 지구가 멈추는 날                             | In Association With      | 20세기 폭스            | 20세기 폭스            | Dune Entertainment |
| 2009 | 말리와 나                                    | Made In Association With | 20세기 폭스            | 20세기 폭스            | Dune Entertainment |
| 2009 | 신부들의 전쟁                                | Made In Association With | 20세기 폭스            | 20세기 폭스            | Dune Entertainment |
| 2009 | 드래곤볼 에볼루션                            | In Association With      | 20세기 폭스            | 20세기 폭스            | Dune Entertainment |
| 2009 | 엑스맨 탄생: 울버린                          | In Association With      | 20세기 폭스            | 20세기 폭스            | Dune Entertainment |
| 2009 | 박물관이 살아있다 2                          | Made In Association With | 20세기 폭스            | 20세기 폭스            | Dune Entertainment |
| 2009 | 아이 러브 유, 베스 쿠퍼                      | Made In Association With | 20세기 폭스            | 20세기 폭스            | Dune Entertainment |
| 2009 | 500일의 썸머                                 | Made In Association With | 폭스 서치라이트 픽처스 | 폭스 서치라이트 픽처스 | Dune Entertainment |
| 2009 | 다락방의 외계인                              | Made In Association With | 20세기 폭스            | 20세기 폭스            | Dune Entertainment |
| 2009 | 포스트 그래드                                | Made In Association With | 폭스 서치라이트 픽처스 | 폭스 서치라이트 픽처스 | Dune Entertainment |
| 2009 | 올 어바웃 스티브                             | In Association With      | 20세기 폭스            | 20세기 폭스            | Dune Entertainment |
| 2009 | 죽여줘! 제니퍼                               | Made In Association With | 20세기 폭스            | 20세기 폭스            | Dune Entertainment |
| 2009 | 위 핏                                        | Made In Association With | 폭스 서치라이트 픽처스 | 폭스 서치라이트 픽처스 | Dune Entertainment |
| 2009 | 아멜리에: 하늘을 사랑한 여인                 | Made In Association With | 폭스 서치라이트 픽처스 | 폭스 서치라이트 픽처스 | Dune Entertainment |
| 2009 | 아바타                                       | In Association With      | 20세기 폭스            | 20세기 폭스            | Dune Entertainment |
| 2009 | 앨빈과 슈퍼밴드 2                            | Made In Association With | 20세기 폭스            | 20세기 폭스            | Dune Entertainment |
| 2010 | 미스터 이빨요정                              | Made In Association With | 20세기 폭스            | 20세기 폭스            | Dune Entertainment |
| 2010 | 퍼시 잭슨과 번개 도둑                        | In Association With      | 20세기 폭스            | 20세기 폭스            | Dune Entertainment |
| 2010 | 패밀리 웨딩                                  | Made In Association With | 폭스 서치라이트 픽처스 | 폭스 서치라이트 픽처스 | Dune Entertainment |
| 2010 | 윔피 키드                                    | Made In Association With | 20세기 폭스            | 20세기 폭스            | Dune Entertainment |
| 2010 | 브로큰 데이트                                | Made In Association With | 20세기 폭스            | 20세기 폭스            | Dune Entertainment |
| 2010 | 마마듀크                                     | Made In Association With | 20세기 폭스            | 20세기 폭스            | Dune Entertainment |
| 2010 | A-특공대                                     | In Association With      | 20세기 폭스            | 20세기 폭스            | Dune Entertainment |
| 2010 | 나잇 & 데이                                  | Made In Association With | 20세기 폭스            | 20세기 폭스            | Dune Entertainment |
| 2010 | 프레데터스                                   | Made in association with | 20세기 폭스            | 20세기 폭스            | Dune Entertainment |
| 2010 | 라모너 앤 비저스                             | Made In Association With | 20세기 폭스            | 20세기 폭스            | Dune Entertainment |
| 2010 | 마셰티                                       | Made In Association With | 20세기 폭스            | 20세기 폭스            | Dune Entertainment |
| 2010 | 네버 렛 미 고                                | Made In Association With | 폭스 서치라이트 픽처스 | 폭스 서치라이트 픽처스 | Dune Entertainment |
| 2010 | 월 스트리트: 머니 네버 슬립스                | Made In Association With | 20세기 폭스            | 20세기 폭스            | Dune Entertainment |
| 2010 | 언스토퍼블                                   | In Association With      | 20세기 폭스            | 20세기 폭스            | Dune Entertainment |
| 2010 | 러브 & 드럭스                                | Made In Association With | 20세기 폭스            | 20세기 폭스            | Dune Entertainment |
| 2010 | 127 시간                                     | Made In Association With | 폭스 서치라이트 픽처스 | 폭스 서치라이트 픽처스 | Dune Entertainment |
| 2010 | 블랙 스완                                    | Made In Association With | 폭스 서치라이트 픽처스 | 폭스 서치라이트 픽처스 | Dune Entertainment |
| 2010 | 나니아 연대기: 새벽 출정호의 항해            | Made In Association With | 20세기 폭스            | 20세기 폭스            | Dune Entertainment |
| 2010 | 걸리버 여행기                                | In Association With      | 20세기 폭스            | 20세기 폭스            | Dune Entertainment |
| 2011 | 시더 래피드                                  | Made In Association With | 20세기 폭스            | 20세기 폭스            | Dune Entertainment |
| 2011 | 윈 윈                                        | Made In Association With | 20세기 폭스            | 20세기 폭스            | Dune Entertainment |
| 2011 | 윔피 키드 2                                  | Made In Association With | 20세기 폭스            | 20세기 폭스            | Dune Entertainment |
| 2011 | 워터 포 엘리펀트                             | Made In Association With | 20세기 폭스            | 20세기 폭스            | Dune Entertainment |
| 2011 | 엑스맨: 퍼스트 클래스                        | In Association With      | 20세기 폭스            | 20세기 폭스            | Dune Entertainment |
| 2011 | 파퍼씨네 펭귄들                              | Made In Association With | 20세기 폭스            | 20세기 폭스            | Dune Entertainment |
| 2011 | 몬테 카를로                                  | Made In Association With | 20세기 폭스            | 20세기 폭스            | Dune Entertainment |
| 2011 | 혹성탈출: 진화의 시작                        | In Association With      | 20세기 폭스            | 20세기 폭스            | Dune Entertainment |
| 2011 | 마가렛                                       | Made In Association With | 20세기 폭스            | 20세기 폭스            | Dune Entertainment |
| 2011 | 더 빅 이어                                   | Made In Association With | 20세기 폭스            | 20세기 폭스            | Dune Entertainment |
| 2011 | 디센던트                                     | Made In Association With | 폭스 서치라이트 픽처스 | 폭스 서치라이트 픽처스 | Dune Entertainment |
| 2011 | 더 시터                                      | Made In Association With | 20세기 폭스            | 20세기 폭스            | Dune Entertainment |
| 2011 | 앨빈과 슈퍼밴드 3                            | Made In Association With | 20세기 폭스            | 20세기 폭스            | Dune Entertainment |
| 2011 | 우리는 동물원을 샀다                         | Made In Association With | 20세기 폭스            | 20세기 폭스            | Dune Entertainment |
| 2012 | 크로니클                                     | Made In Association with | 20세기 폭스            | 20세기 폭스            | Dune Entertainment |
| 2012 | 디스 민즈 워                                 | Made In Association With | 20세기 폭스            | 20세기 폭스            | Dune Entertainment |
| 2012 | 바보 삼총사                                  | Made In Association With | 20세기 폭스            | 20세기 폭스            | Dune Entertainment |
| 2012 | 베스트 엑조틱 메리골드 호텔                  | Made In Association With | 폭스 서치라이트 픽처스 | 폭스 서치라이트 픽처스 | Dune Entertainment |
| 2012 | 프로메테우스                                 | In Association With      | 20세기 폭스            | 20세기 폭스            | Dune Entertainment |
| 2012 | 링컨: 뱀파이어 헌터                          | In Association With      | 20세기 폭스            | 20세기 폭스            | Dune Entertainment |

### Ratpac-Dune Entertainment (2013~2018)
| 연도 | 제목                                 | 담당                         | 배급사(North America)           | 배급사(International)           | 레이블                    |
| ---- | ------------------------------------ | ---------------------------- | ------------------------------- | ------------------------------- | ------------------------- |
| 2013 | 그루지 매치                          | In Association with          | 워너 브라더스                   | 워너 브라더스                   | RatPac-Dune Entertainment |
| 2014 | 레고 무비                            | In Association with          | 워너 브라더스                   | 워너 브라더스                   | RatPac-Dune Entertainment |
| 2014 | 윈터스 테일                          | In Association with          | 워너 브라더스                   | 워너 브라더스                   | RatPac-Dune Entertainment |
| 2014 | 고질라                               | copyright holder             | 워너 브라더스                   | 워너 브라더스                   | RatPac-Dune Entertainment |
| 2014 | 블렌디드                             | In Association with          | 워너 브라더스                   | 워너 브라더스                   | RatPac-Dune Entertainment |
| 2014 | 엣지 오브 투모로우                   | In Association with          | 워너 브라더스                   | 워너 브라더스                   | RatPac-Dune Entertainment |
| 2014 | 저지 보이즈                          | In Association with          | 워너 브라더스                   | 워너 브라더스                   | RatPac-Dune Entertainment |
| 2014 | 타미                                 | In Association with          | 워너 브라더스/뉴 라인 시네마    | 워너 브라더스/뉴 라인 시네마    | RatPac-Dune Entertainment |
| 2014 | 인투 더 스톰                         | In Association with          | 워너 브라더스/뉴 라인 시네마    | 워너 브라더스/뉴 라인 시네마    | RatPac-Dune Entertainment |
| 2014 | 이프 아이 스테이                     | In Association with          | 워너 브라더스/뉴 라인 시네마    | 워너 브라더스/뉴 라인 시네마    | RatPac-Dune Entertainment |
| 2014 | 당신 없는 일주일                     | In Association with          | 워너 브라더스                   | 워너 브라더스                   | RatPac-Dune Entertainment |
| 2014 | 애나벨                               | In Association with          | 워너 브라더스/뉴 라인 시네마    | 워너 브라더스/뉴 라인 시네마    | RatPac-Dune Entertainment |
| 2014 | 스트레스를 부르는 그 이름 직장상사 2 | In Association with          | 워너 브라더스/뉴 라인 시네마    | 워너 브라더스/뉴 라인 시네마    | RatPac-Dune Entertainment |
| 2014 | 인히어런트 바이스                    | In Association with          | 워너 브라더스                   | 워너 브라더스                   | RatPac-Dune Entertainment |
| 2014 | 아메리칸 스나이퍼                    | In Association with          | 워너 브라더스                   | 워너 브라더스                   | RatPac-Dune Entertainment |
| 2014 | 워터 디바이너                        | In Association with          | 워너 브라더스                   | 빈칸                            | RatPac Entertainment      |
| 2015 | 주피터 어센딩                        | In Association with          | 워너 브라더스                   | 워너 브라더스                   | RatPac-Dune Entertainment |
| 2015 | 포커스                               | In Association with          | 워너 브라더스                   | 워너 브라더스                   | RatPac-Dune Entertainment |
| 2015 | 런 올 나이트                         | In Association with          | 워너 브라더스                   | 워너 브라더스                   | RatPac-Dune Entertainment |
| 2015 | 겟 하드                              | In Association with          | 워너 브라더스                   | 워너 브라더스                   | RatPac-Dune Entertainment |
| 2015 | 핫 퍼슈트                            | In Association with          | 워너 브라더스/뉴 라인 시네마    | 워너 브라더스/뉴 라인 시네마    | RatPac-Dune Entertainment |
| 2015 | 매드 맥스: 분노의 도로               | In Association with          | 워너 브라더스                   | 워너 브라더스                   | RatPac-Dune Entertainment |
| 2015 | 샌 안드레아스                        | In Association with          | 워너 브라더스/뉴 라인 시네마    | 워너 브라더스/뉴 라인 시네마    | RatPac-Dune Entertainment |
| 2015 | 킬러 인 하이스쿨                     | In Association with          | A24                             | 빈칸                            | RatPac Entertainment      |
| 2015 | 알로하                               | In Association with          | 20세기 폭스                     | 콜럼비아 픽처스                 | RatPac Entertainment      |
| 2015 | 앙투라지                             | In Association with          | 워너 브라더스                   | 워너 브라더스                   | RatPac-Dune Entertainment |
| 2015 | 매직 마이크 XXL                      | In Association with          | 워너 브라더스                   | 워너 브라더스                   | RatPac-Dune Entertainment |
| 2015 | 베케이션                             | In Association with          | 워너 브라더스/뉴 라인 시네마    | 워너 브라더스/뉴 라인 시네마    | RatPac-Dune Entertainment |
| 2015 | 맨 프롬 U.N.C.L.E.                   | In Association with          | 워너 브라더스                   | 워너 브라더스                   | RatPac-Dune Entertainment |
| 2015 | 위 아 유어 프렌즈                    | In Association with          | 워너 브라더스                   | 스튜디오 카날                   | RatPac-Dune Entertainment |
| 2015 | 블랙매스                             | In Association with          | 워너 브라더스                   | 워너 브라더스                   | RatPac-Dune Entertainment |
| 2015 | 인턴                                 | In Association with          | 워너 브라더스                   | 워너 브라더스                   | RatPac-Dune Entertainment |
| 2015 | 트루스                               | In Association with          | 소니 픽처스 클래식스            | 빈칸                            | RatPac Entertainment      |
| 2015 | 팬                                   | In Association with          | 워너 브라더스                   | 워너 브라더스                   | RatPac-Dune Entertainment |
| 2015 | 프레지던트 메이커                    | In Association with          | 워너 브라더스                   | 워너 브라더스                   | RatPac-Dune Entertainment |
| 2015 | 33                                   | In Association with          | 워너 브라더스                   | 빈칸                            | RatPac-Dune Entertainment |
| 2015 | 크리드                               | In Association with          | 워너 브라더스/뉴 라인 시네마    | 워너 브라더스/뉴 라인 시네마    | RatPac-Dune Entertainment |
| 2015 | 하트 오브 더 씨                      | In Association with          | 워너 브라더스                   | 워너 브라더스                   | RatPac-Dune Entertainment |
| 2015 | 레버넌트: 죽음에서 돌아온 자         | In Association with          | 20세기 폭스/리젠시 엔터프라이즈 | 20세기 폭스/리젠시 엔터프라이즈 | RatPac Entertainment      |
| 2016 | 하우 투 비 싱글                      | In Association with          | 워너 브라더스/뉴 라인 시네마    | 워너 브라더스/뉴 라인 시네마    | RatPac-Dune Entertainment |
| 2016 | 미드나잇 스페셜                      | In Association with          | 워너 브라더스                   | 워너 브라더스                   | RatPac-Dune Entertainment |
| 2016 | 배트맨 대 슈퍼맨: 저스티스의 시작    | In Association with          | 워너 브라더스                   | 워너 브라더스                   | RatPac-Dune Entertainment |
| 2016 | 아이 쏘우 더 라이트                  | In Association with          | 소니 픽처스 클래식스            | 소니 픽처스 클래식스            | RatPac Entertainment      |
| 2016 | 우리 동네 이발소에 무슨 일이 3       | In Association with          | 워너 브라더스/뉴 라인 시네마    | 워너 브라더스/뉴 라인 시네마    | RatPac-Dune Entertainment |
| 2016 | 키아누                               | In Association with          | 워너 브라더스/뉴 라인 시네마    | 워너 브라더스/뉴 라인 시네마    | RatPac-Dune Entertainment |
| 2016 | 나이스 가이즈                        | In Association with          | 워너 브라더스                   | 워너 브라더스                   | RatPac-Dune Entertainment |
| 2016 | 컨저링 2                             | In Association with          | 워너 브라더스/뉴 라인 시네마    | 워너 브라더스/뉴 라인 시네마    | RatPac-Dune Entertainment |
| 2016 | 센트럴 인텔리전스                    | In Association with          | 워너 브라더스/뉴 라인 시네마    | 유니버설 픽처스                 | RatPac-Dune Entertainment |
| 2016 | 레전드 오브 타잔                     | In Association with          | 워너 브라더스                   | 워너 브라더스                   | RatPac-Dune Entertainment |
| 2016 | 라이트 아웃                          | In Association with          | 워너 브라더스/뉴 라인 시네마    | 워너 브라더스/뉴 라인 시네마    | RatPac-Dune Entertainment |
| 2016 | 수어사이드 스쿼드                    | In Association with          | 워너 브라더스                   | 워너 브라더스                   | RatPac-Dune Entertainment |
| 2016 | 워 독                                | In Association with          | 워너 브라더스                   | 워너 브라더스                   | RatPac-Dune Entertainment |
| 2016 | 설리: 허드슨강의 기적                | In Association with          | 워너 브라더스                   | 워너 브라더스                   | RatPac-Dune Entertainment |
| 2016 | 아기배달부 스토크                    | In Association with          | 워너 브라더스                   | 워너 브라더스                   | RatPac-Dune Entertainment |
| 2016 | 어카운턴트                           | In Association with          | 워너 브라더스                   | 워너 브라더스                   | RatPac-Dune Entertainment |
| 2016 | 그 규칙은 당신에게 적용되지 않아요   | In Association with          | 20세기 폭스/리젠시 엔터프라이즈 | 20세기 폭스/리젠시 엔터프라이즈 | RatPac Entertainment      |
| 2016 | 나는 사랑과 시간과 죽음을 만났다     | In Association with          | 워너 브라더스/뉴 라인 시네마    | 워너 브라더스/뉴 라인 시네마    | RatPac-Dune Entertainment |
| 2016 | 어쌔신 크리드                        | Financed In Association with | 20세기 폭스/리젠시 엔터프라이즈 | 20세기 폭스/리젠시 엔터프라이즈 | RatPac Entertainment      |
| 2016 | 리브 바이 나이트                     | In Association with          | 워너 브라더스                   | 워너 브라더스                   | RatPac-Dune Entertainment |
| 2017 | 레고 배트맨 무비                     | In Association with          | 워너 브라더스                   | 워너 브라더스                   | RatPac-Dune Entertainment |
| 2017 | 피스트 파이트                        | In Association with          | 워너 브라더스/뉴 라인 시네마    | 워너 브라더스/뉴 라인 시네마    | RatPac-Dune Entertainment |
| 2017 | 기동순찰대                           | In Association with          | 워너 브라더스                   | 워너 브라더스                   | RatPac-Dune Entertainment |
| 2017 | 고잉 인 스타일                       | In Association with          | 워너 브라더스/뉴 라인 시네마    | 워너 브라더스/뉴 라인 시네마    | RatPac-Dune Entertainment |
| 2017 | 언포게터블                           | In Association with          | 워너 브라더스                   | 워너 브라더스                   | RatPac-Dune Entertainment |
| 2017 | 킹 아서: 제왕의 검                   | In Association with          | 워너 브라더스                   | 워너 브라더스                   | RatPac-Dune Entertainment |
| 2017 | 원더우먼                             | In Association with          | 워너 브라더스                   | 워너 브라더스                   | RatPac-Dune Entertainment |
| 2017 | 더 하우스                            | In Association with          | 워너 브라더스/뉴 라인 시네마    | 워너 브라더스/뉴 라인 시네마    | RatPac-Dune Entertainment |
| 2017 | 덩케르크                             | In Association with          | 워너 브라더스                   | 워너 브라더스                   | RatPac-Dune Entertainment |
| 2017 | 애나벨: 인형의 주인                  | In Association with          | 워너 브라더스/뉴 라인 시네마    | 워너 브라더스/뉴 라인 시네마    | RatPac-Dune Entertainment |
| 2017 | 그것                                 | In Association with          | 워너 브라더스/뉴 라인 시네마    | 워너 브라더스/뉴 라인 시네마    | RatPac-Dune Entertainment |
| 2017 | 레고 닌자고 무비                     | In Association with          | 워너 브라더스                   | 워너 브라더스                   | RatPac-Dune Entertainment |
| 2017 | 지오스톰                             | In Association with          | 워너 브라더스                   | 워너 브라더스                   | RatPac-Dune Entertainment |
| 2017 | 저스티스 리그                        | In Association with          | 워너 브라더스                   | 워너 브라더스                   | RatPac-Dune Entertainment |

### Access Entertainment (2018)
| 연도 | 제목                        | 담당                | 배급사(North America)        | 배급사(International)        | 레이블                                  |
| ---- | --------------------------- | ------------------- | ---------------------------- | ---------------------------- | --------------------------------------- |
| 2018 | 15시 17분 파리행 열차       | In Association with | 워너 브라더스                | 워너 브라더스                | Access Entertainment Dune Entertainment |
| 2018 | 게임 나이트                 | In Association with | 워너 브라더스/뉴 라인 시네마 | 워너 브라더스/뉴 라인 시네마 | Access Entertainment Dune Entertainment |
| 2018 | 레디 플레이어 원            | In Association with | 워너 브라더스                | 워너 브라더스                | Access Entertainment Dune Entertainment |
| 2021 | 잭 스나이더의 저스티스 리그 | In Association with | 워너 브라더스                | 워너 브라더스                | Access Entertainment Dune Entertainment |

## 같이 보기
- 20세기 폭스
- 워너 브라더스